# 韦罗妮卡·特恩罗斯
韦罗妮卡·特恩罗斯（瑞典語：Veronica Thörnroos；1962年7月16日—）是芬兰奥兰自治区的从政人物。她自2019年11月25日起担任奥兰总理一职。她也是奥兰中间党的主席。从政之前她的职业是保健师。
特恩罗斯自1989年参政，其时她当选为布倫德市镇议会议员。2003年她当选为奥兰议会议员。2009至2011年间她担任交通部长及北欧合作部长。之后她担任基础设施部长。2019年底起她担任奥兰总理。
特恩罗斯已婚，并有三个女儿。